# Won't Stand Down
«Won't Stand Down» es una canción de la banda de rock alternativo británica Muse, lanzada a través de Warner Records el 13 de enero de 2022 como primer sencillo de su noveno álbum Will of the People.
«Won't Stand Down» encabezó las listas de rock y metal del Official Charts Company y alcanzó el puesto 13 en las listas de Rock & Alternative Airplay de Billboard, y el 56 en las listas oficiales de sencillos. También alcanzó el número 1 en las listas de rock Billboard, convirtiéndose así en la primera canción de Muse en conseguir tal hito. La canción también llegó al número 2 de las listas mundiales de iTunes.

## Lanzamiento
El 25 de diciembre de 2021, el cantante y guitarrista Matt Bellamy realizó una breve transmisión en vivo en la cuenta oficial de Instagram de Muse. En el video, se le podía ver conduciendo su Tesla en modo piloto automático, con su hijo Bingham, de 10 años, en el asiento del pasajero. En el coche se reproducía una porción de una canción inédita con el título "Won't Stand Down" en la pantalla del estéreo. La propia cuenta de Instagram de Muse insinuó el lanzamiento de un nuevo sencillo en una publicación el 31 de diciembre, cargada inicialmente con la leyenda "Esperando WSD. ¡Nos vemos en el otro lado!".
Muse confirmó oficialmente el lanzamiento de "Won't Stand Down" como sencillo el 7 de enero de 2022, con la fecha de lanzamiento fijada para el 13 de enero en todas las plataformas digitales. El 9 de enero, se publicó un fragmento adicional de la canción, esta vez que consiste en el verso de apertura, en la cuenta de TikTok de Muse, así como en un filtro de máscara de Instagram Stories con el tema "Won't Stand Down".

## Composición
Musicalmente, la canción ha sido descrita como metal, hard rock y rock electrónico, con tocos de reggae en los versos. Antes del lanzamiento, la canción se describió como el "material más pesado hasta ahora" de Muse, con un desglose de metalcore. La canción también contiene "guitarras pesadas y distorsiones de tipo industrial" y "voz tipo triplete en el verso".
La canción está escrita en Si Menor y tiene un tempo de 105 BPM. La canción fue mezclada por Dan Lancaster, conocido por trabajar con bandas como Bring Me the Horizon y A Day to Remember.
Según el productor Aleks Von Korff, los "bwah" del bajo durante los versos fueron grabados utilizando dos pedales wah, unidos en la parte superior con una tabla de cortar de madera y cinta adhesiva. Esto se hizo para que pudieran ser controlados simultáneamente. La distorsión se grabó directamente, en lugar de pasar por un amplificador. También están duplicados con algo de bajo sintetizado.
Bellamy utilizó un instrumento que aún no había aparecido en la discografía de Muse: un GuitarViol, una mezcla de guitarra y violonchelo, afinado para sonar como una guitarra de seis cuerdas. Este instrumento fue utilizado para las partes de pizzicato en los versos. Se grabaron entre 12 y 16 tomas para imitar un conjunto de orquesta. 
«Won't Stand Down» es también la primera canción en la que la banda ha incluido un metalcore growl y elementos de gritos.

## Significado
Según Matt Bellamy, “«Won't Stand Down» es una canción sobre defender tu posición contra los bullies, ya sea en el patio de recreo, en el trabajo o en cualquier lugar. Se trata de protegerte de la coerción y la manipulación sociopática, y enfrentar la adversidad con fuerza, confianza y agresividad.”.

## Video musical
El arte digital de "Won't Stand Down" se describió como "oscuro y siniestro", con una figura similar a un sacerdote encapuchado que se cierne sobre diez discípulos, figuras con máscaras de estilo digital y candelabros góticos. El video utiliza imaginario de terror.
Fue nominado a "Mejor Video de Rock" en los MTV Video Music Awards de 2022.

## Posicionamiento en listas
| Lista (2022)                      | Mejor posición |
| --------------------------------- | -------------- |
| UK Rock                           | 1              |
| Billboard Rock Airplay            | 3              |
| Billboard Canada Rock             | 6              |
| Czech Republic (Modern Rock)      | 10             |
| Australia Digital Tracks (ARIA)   | 27             |
| Billboard Rock Songs              | 27             |
| Mexico Ingles Airplay (Billboard) | 28             |
| New Zealand Hot Singles (RMNZ)    | 30             |
| Canada Digital Songs (Billboard)  | 41             |
| Switzerland                       | 46             |
| Hungary                           | 18             |
| France (SNEP)                     | 118            |